# Notogomphus dorsalis
Notogomphus dorsalis är en trollsländeart som först beskrevs av Selys 1858.  Notogomphus dorsalis ingår i släktet Notogomphus och familjen flodtrollsländor. IUCN kategoriserar arten globalt som livskraftig. Inga underarter finns listade i Catalogue of Life.